# Tennessee
För andra betydelser, se Tennessee (olika betydelser).
Tennessee är en delstat i östra USA. Huvudstaden och största staden är Nashville och näst största stad är Memphis. Det gränsar till Kentucky i norr, Virginia i nordost, North Carolina i öster, Georgia, Alabama och Mississippi i söder, Arkansas i sydväst och Missouri i nordväst.
År 1796 blev Tennessee den sextonde staten att gå med i Amerikas förenta stater. Delstaten kallas ibland för Volunteer State ("frivilligstaten"), ett smeknamn staten fick under kriget 1812, då soldater från Tennessee spelade en avgörande roll. Tennessee har bytt huvudstad fem gånger.

## Geografi
Tennessee gränsar till åtta andra stater: åt norr mot Kentucky och Virginia, i öst mot North Carolina, söderut ligger Georgia, Alabama och Mississippi, på andra sidan Mississippifloden mot väst ligger Arkansas och Missouri. Tennessee och Missouri är de stater i USA som gränsar till flest andra stater. Genom staten rinner Tennesseefloden, en biflod till Mississippifloden. Statens östra delar ligger i Appalacherna.

## Historia
När de första européerna, spanjorer ledda av Hernando de Soto, kom 1539 bodde Muscogee- och Yuchi-indianer i området. 
- Oorganiserat territorium tillhörigt USA från 1783.
- Ingick i Territory south of Ohio River från 1790.
- Delstat 1796.

Staten var den sista staten att ansluta till Amerikas konfedererade stater under det amerikanska inbördeskriget.
År 2012 godkände guvernören för delstaten ett lagförslag som möjliggjorde undervisandet av vetenskaplig kreationism i skolväsendet. Tennessee blev därmed den andra delstaten i USA vars skolor undervisar kreationism efter Louisiana som införde en liknande lagstiftning år 2008.

## Större städer

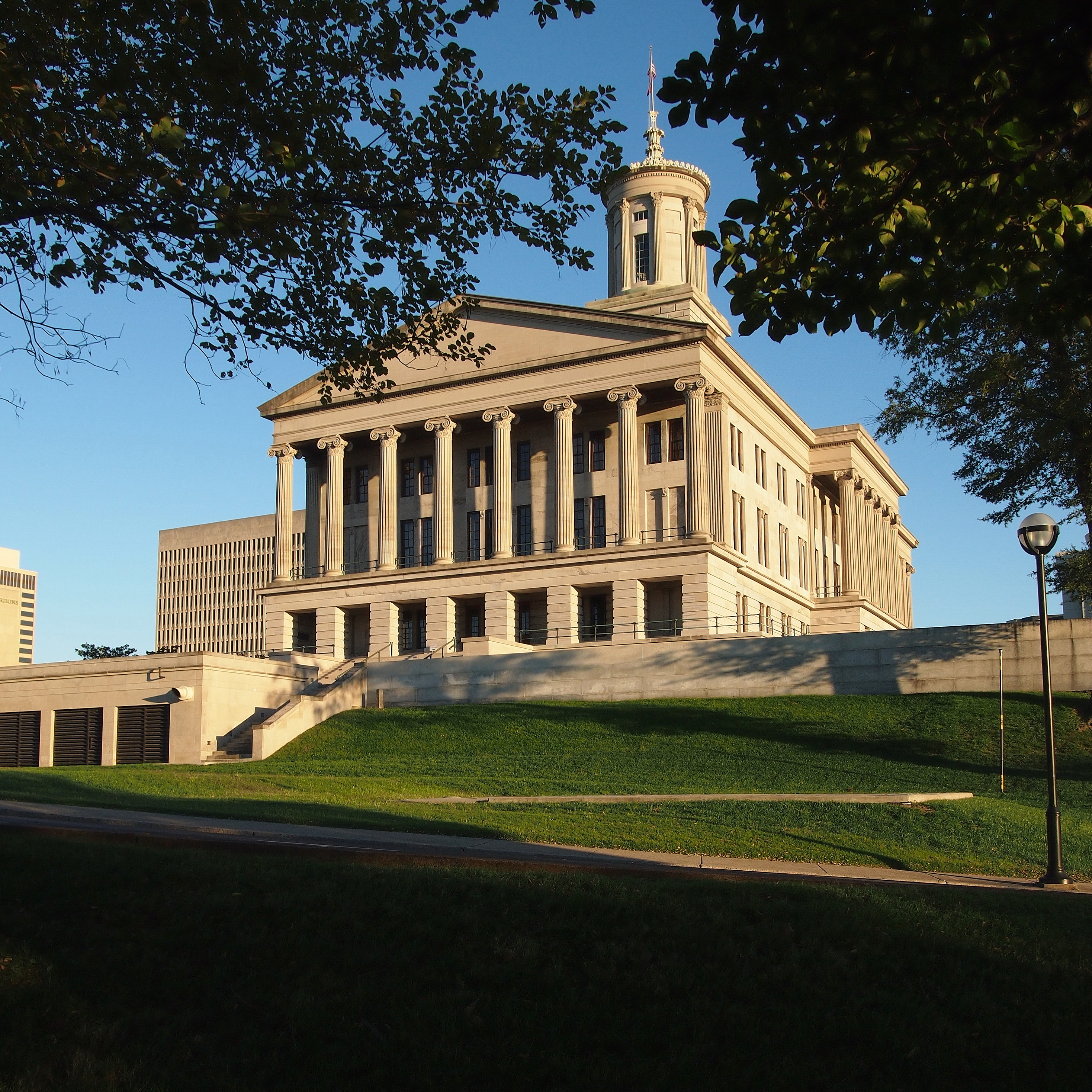
Tennessee State Capitol i Nashville är säte för Tennessees generalförsamling.

De tio största städerna i Tennessee (2007). 
1. Nashville - 684 410 invånare
2. Memphis - 674 028
3. Knoxville - 183 546
4. Chattanooga - 169 884
5. Clarksville - 119 284
6. Murfreesboro - 98 406
7. Jackson - 63 196
8. Johnson City - 61 028
9. Franklin - 57 380
10. Bartlett - 47 603

## Några kända personer från Tennessee
- Elvis Presley, artist (men född i Tupelo, Mississippi)
- Roy Acuff, countrymusiker och politiker
- Chet Atkins, gitarrist
- Jo Byrns, politiker, talman
- Kenny Chesney, countryartist
- Davy Crockett, spejare, politiker
- Miley Cyrus, sångerska, skådespelare
- James Denton, skådespelare
- William Eggleston, fotograf
- Megan Fox, skådespelerska, modell
- Aretha Franklin, blues- och gospelsångerska
- Morgan Freeman, skådespelare
- Bill Frist, politiker, senator
- Al Gore, politiker, vicepresident, presidentkandidat
- Alex Haley, författare
- W.C. Handy, kompositör
- Cordell Hull, politiker, nobelpristagare
- Andrew Jackson, president nummer 7
- Andrew Johnson, president nummer 17
- Ke$ha, sångerska
- Shawn Lane, gitarrist, musiker
- Kings of Leon, band
- Johnny Knoxville, skådespelare
- Roy Orbison, sångare, låtskrivare
- Paramore, band
- Dolly Parton, sångerska, skådespelerska
- Carl Perkins, musiker
- Luther Perkins, gitarrist
- Sam Rayburn, politiker
- Brad Renfro, skådespelare
- Wilma Rudolph, friidrottare, OS-guld
- Cybill Shepherd, skådespelerska
- Dinah Shore, sångerska, skådespelerska
- Justin Timberlake, sångare, dansare
- Tina Turner, sångerska
- Reese Witherspoon, skådespelerska

## Sport

### Professionella lag i högsta divisionerna
- NBA - basketboll:
  - Memphis Grizzlies
- NHL - ishockey:
  - Nashville Predators
- NFL – amerikansk fotboll:
  - Tennessee Titans

## Övrigt
- Elvis Presley avled i Memphis, Tennessee den 16 augusti 1977. Han dog i sitt hem, "Graceland", vilket är världens näst mest välbesökta hus efter Vita huset.
- En känd stad i Tennessee är "countrymusikens huvudstad" Nashville, där man hittar "gräddan" av Amerikas bluegrassmusiker.
- I Tennessee är det vanligt att prata med dubbla negationer, som "You ain't goin' nowhere sonny".
- Från Tennessee härstammar också hästrasen Tennessee walking horse som precis som islandshästen har den mycket ovanliga gångarten tölt.
- Johnny Cash, countrygitarristen avled i Nashville, Tennessee till följs av diabetesrelaterade komplikationer, 12 september 2003.

## Källhänvisningar
1. ↑  "Tennessee". NE.se. Läst 15 november 2014.
2. 1 2  Thompson, Helen. ”Tennessee ‘monkey bill’ becomes law” (på engelska). Nature. doi:10.1038/nature.2012.10423. https://www.nature.com/news/tennessee-monkey-bill-becomes-law-1.10423. Läst 24 juni 2017.